# Семененко Ярослав Сергійович
Яросла́в Сергі́йович Семене́нко (4 червня 1987, Красногорівка, Мар'їнський район, Донецька область) — український плавець, призер Літніх Паралімпійських ігор 2016 року. Майстер спорту України міжнародного класу.

## Життєпис
Плаванням він почав займатися з 2005 року під керівництвом тренера-викладача дитячо-юнацької спортивної школи інвалідів Донецького регіонального центру по фізичній культурі і спорту інвалідів «Інваспорт» Андрія Казначеєва, а з 2008 року його наставником став Борис Соколов.
Представляє Донецький регіональний центр з фізичної культури і спорту інвалідів «Інваспорт».
Учасник Паралімпійських ігор 2008, 2012 та 2016 років. Срібний та бронзовий призер чемпіонату світу 2013 року. Дворазовий чемпіон та срібний призер чемпіонату Європи 2014 року. Бронзовий призер чемпіонату світу 2015 року. Чемпіон (естафета 4х50 комплексне плавання) Європи 2016 року.

## Нагороди
- Орден «За мужність» III ст. (4 жовтня 2016) — За досягнення високих спортивних результатів на XV літніх Паралімпійських іграх 2016 року в місті Ріо-де-Жанейро (Федеративна Республіка Бразилія), виявлені мужність, самовідданість та волю до перемоги, утвердження міжнародного авторитету України[3]
- У 2012 році він був удостоєний  звання почесного громадянина Слов'янська[4].